# Sieć publiczna
Sieć publiczna – termin prawniczy, związany z prawem komunikacji elektronicznej (w latach 2004-2024 z Prawem telekomunikacyjnym). Publiczna sieć telekomunikacyjna to sieć telekomunikacyjna wykorzystywana głównie do świadczenia publicznie dostępnych usług telekomunikacyjnych.